# Olidiana fletcheri
Olidiana fletcheri (лат.) — вид прыгающих насекомых рода Olidiana из семейства цикадок (Cicadellidae). Ориентальная область: Индия. Назван в честь Dr. Murray J. Fletcher (Австралия), крупного специалиста по цикадовым насекомым. Общая окраска рыжевато-бурая. Лицо светло-коричневое. Передние крылья коричневые. Задние бёдра, голени и лапки коричневые, щетинки задних голеней жёлтые. Длина самцов 6,3—6,4 мм; ширина головы через глаза 1,6 мм.. Пигофер на латеральном виде треугольный, длиннее своей высоты, без заметного каудодорсального выступа, но с маленькой апикальной лопастью. Эдеагус длинный, узкий, трубчатый с одним субапикальным отростком. Сходны по габитусу с Olidiana fasciculata, отличаясь деталями строения гениталий. Вид был описан в 2019 году энтомологами C. A. Viraktamath и Naresh M. Meshram (Индия).